# Суздальский съезд
Суздальский съезд — княжеский съезд в Суздале, организованный 7 сентября 1229 года великим князем владимирским Юрием Всеволодовичем.
В съезде участвовали Ярослав Всеволодович, Василько, Всеволод и Владимир Константиновичи.
Съезд был нацелен на примирение Юрия с другими участниками, что стало необходимым после подозрений Ярослава в адрес Юрия о его союзе с Михаилом Всеволодовичем черниговским. Михаил был новгородским князем в 1224—1226 годах, а в 1226 году при помощи Юрия (против Олега курского) стал черниговским князем (либо добился перераспределения волостей в свою пользу). С 1226 года новгородским князем стал Ярослав, но весной 1229 года Михаил включился в борьбу за Новгород.
Подозрения Ярослава распространились и на Константиновичей. Итогом съезда стало следующее:

И поклонишася Юрью вси, имуще отцом собе и господином

Впоследствии (1231) владимирские князья действовали совместно против Михаила.